# Теребовлянське князівство
Теребовлянське князівство — політично-територіальне утворення зі столицею у Теребовлі на порубіжжі майбутньої Галицької землі з Київською.

## Відомості
Утворено білохорватськими племенами требовлян і засян, до яких додалося плем'я тиверців, що втекло від вторгнення печенігів. Столицею було городище Пліснесько. Кордони можна приблизно окреслити межами поширення наддністрянської (опільської) говірки, тобто всередині лінії Хирів — Мостиська —Яворів — Рава — Шептицький — Зборів — Микулинці — Кам’янець–Подільський — Заліщики — Товмач — Перегінсько — Долина — Болехів — Хирів, з врахуванням її зменшення на півночі і північному сході за рахунок волинських територій. 
982 року було підкорено київським князем Володимиром Святославичем. Від імені племені требовлян отримало нове місто теребовля, що став центром панування київських намісників. Потім утворилося власне Теребовлянське князівство. Південно-східна частина уділу князя Ростислава Володимировича.
Після батька князівство отримав молодший з його синів Василько Ростиславич, мабуть, у 1084 році.
Інші уділи Ростиславичів: Звенигородське князівство — Володаря Ростиславича, Перемиське князівство — Рюрика.
Василько Ростиславич розгорнув посилену колонізацію на південний схід Теребовлянського князівства тюркським елементом (берендеї, торки й печеніги) й освоїв Пониззя та захистив його від кочовиків; водночас зросло значення Галича.
Рішенням Любецького з'їзду князів 1097 року Теребовлянське князівство було закріплене за Васильком як спадкове володіння. Того ж року київський князь Святополк II Ізяславич полонив та осліпив Василька, спробувавши відібрати в нього князівство, проте Володар добився звільнення брата, а в 1099 році у битві на Рожному полі війська Василька і Володаря розгромили Святополка. Рішеннями Витичівського з'їзду князів 1100 року Василька позбавили Теребовлянського князівства, проте Ростиславичі не підкорилися цьому несправедливому рішенню.
По смерті Василька у 1124 році в Теребовлі княжили його нащадки. Того ж року відокремилось Галицьке князівство.
У 1141 році тут утвердився Володимирко Володарович, який одночасно вокняжився в Галичі, і Теребовлянське князівство остаточно увійшло до складу Галицького.
На початку XIII ст. князівство було кілька років (бл. 1210) уділом князя Ізяслава Володимировича.